# Lord Loveland Discovers America

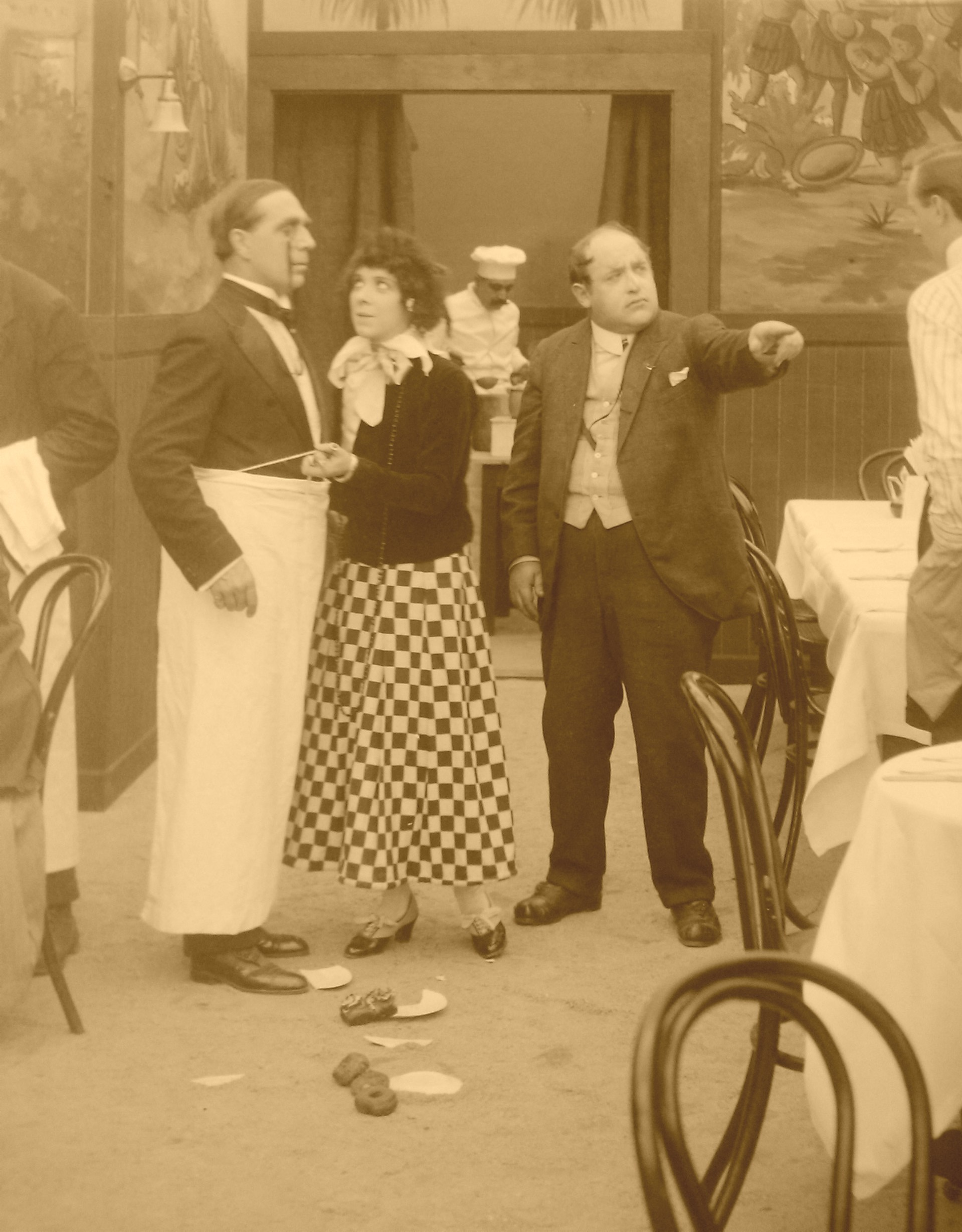
Arthur Maude, Nell Franzen e George Clancey em uma cena do filme mudo Lord Loveland Discovers America, em 1916.

Lord Loveland Discovers America (Senhor Loveland Descobre a América, em tradução livre) é um filme de drama mudo norte-americano de 1916, dirigido e estrelado por Arthur Maude. Foi baseado em um romance de 1910, de Charles Norris Williamson e Alice Muriel Williamson.

## Elenco
- Arthur Maude
- Constance Crawley
- William A. Carroll
- George Clancey
- Nell Franzen
- William Frawley
- Charles Newton